# Hồ Kanas
Hồ Kanas (tiếng Trung: 喀纳斯湖; Hán-Việt: Khách nạp tư hồ; bính âm: Kānàsī Hú; Tiếng Mông Cổ: Ханас нуур; Uyghur: قاناس كۆلى‎, ULY: Qanas köli, UPNY: Ⱪanas köli, chữ Uyghur Cyrill: Қанас Көли) là một hồ nước nằm ở địa khu Altay, Tân Cương, Trung Quốc. Hồ này nằm trong thung lũng của Dãy núi Altay, gần mũi phía bắc Tân Cương, gần với biên giới Kazakhstan, Mông Cổ và Nga. Nó hình thành cách đây 200.000 năm, trong thời Kỷ Đệ Tứ như là kết quả của quá trình băng hà. Hồ nước có hình trăng lưỡi liềm, dung tích ước đạt 53,8 tỷ mét khối nước với độ sâu trung bình đạt 120 mét. Các sông Kanas chảy ra khỏi hồ, sau đó hợp lưu với sông Hemu để hình thành sông Burqin,đổ vào sông Irtysh tại thị trấn Burqin, huyện lỵ của Burqin.
Thung lũng Kanas là nơi có số lượng lớn người Tuva và Kazakh sinh sống. Trong khi hầu hết những người này vẫn duy trì cuộc sống nông nghiệp và du mục truyền thống, thì nhiều người khác làm việc trong ngành công nghiệp du lịch đang phát triển và đã thiết lập cơ sở để định hướng, với các hoạt động đi bộ đường dài, đi bè trên hồ, leo núi, dù lượn và cắm trại. Hồ Kanas phân loại là một khu vực Thắng cảnh loại AAAAA bởi Tổng cục Du lịch Quốc gia Trung Quốc.

## Mô tả
Nơi đây là nhà của khoảng 117 loài chim sống dọc theo bờ hồ. Trong hồ là nhiều loài cá, trong đó có những loài có thể nặng tới hơn 4 tấn, với chiều dài từ 10 - 15 mét. Nhiều sinh vật lớn trông thấy trong hồ được suy đoán là loài Cá hồi Xibia.

## Hình ảnh

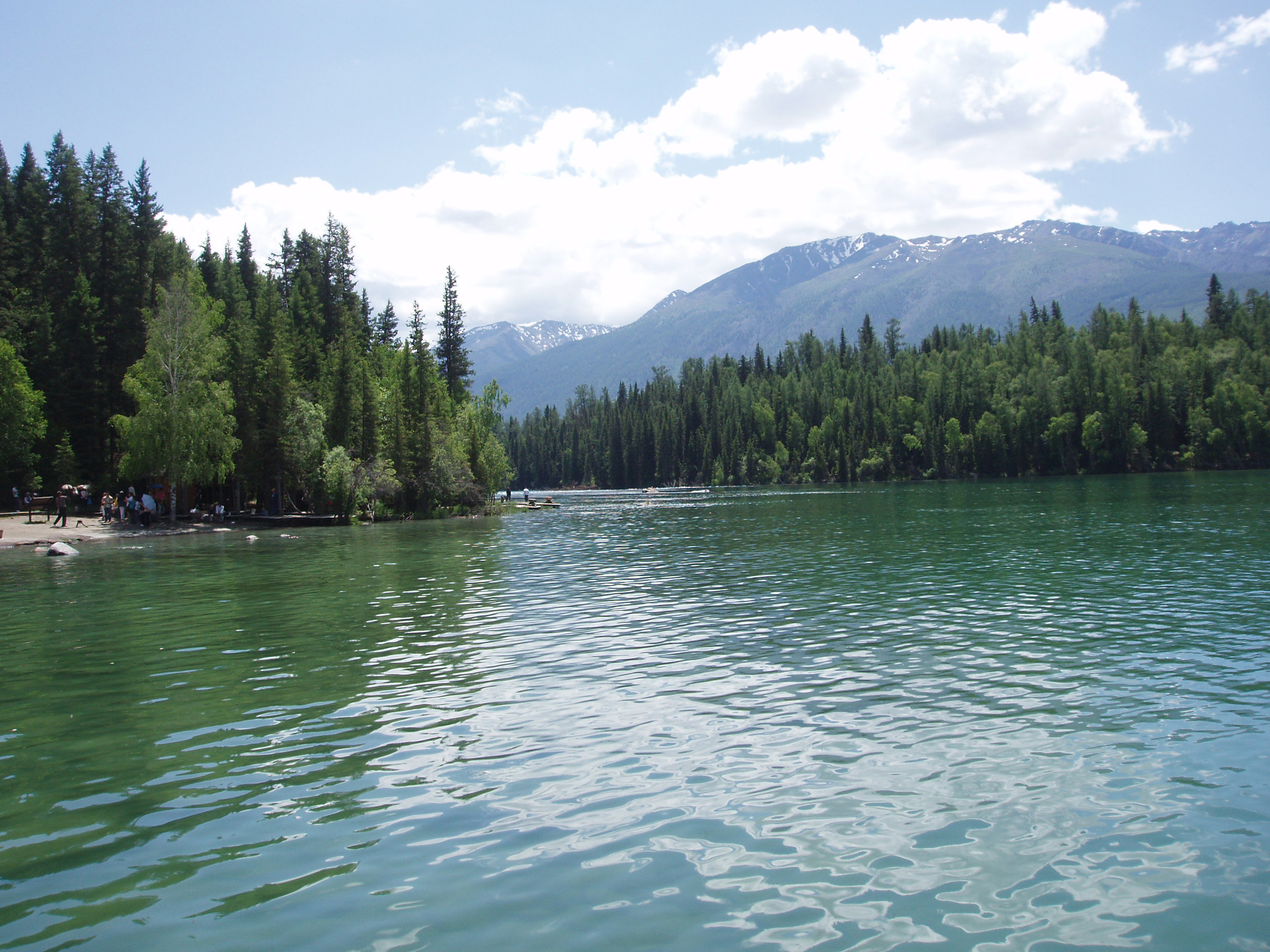
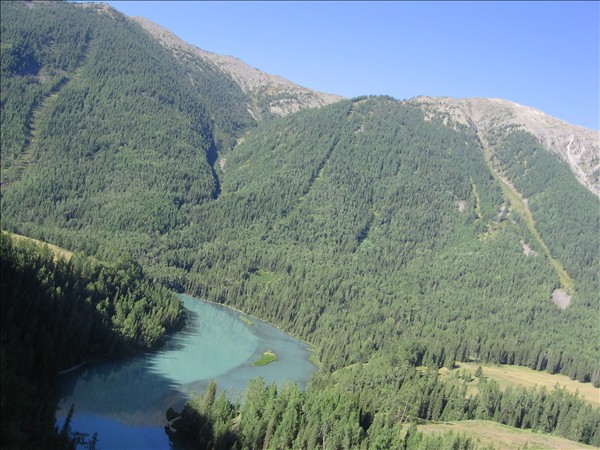
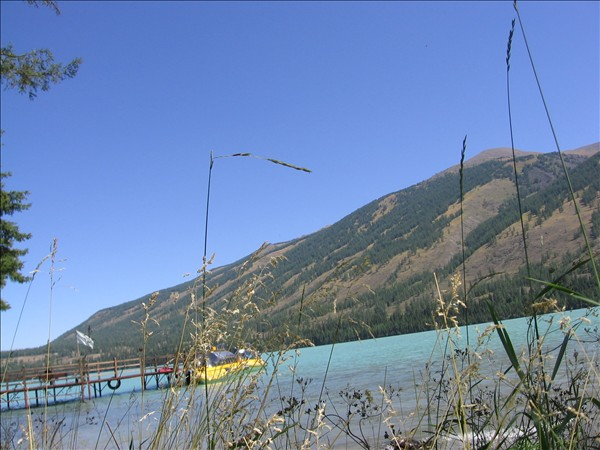
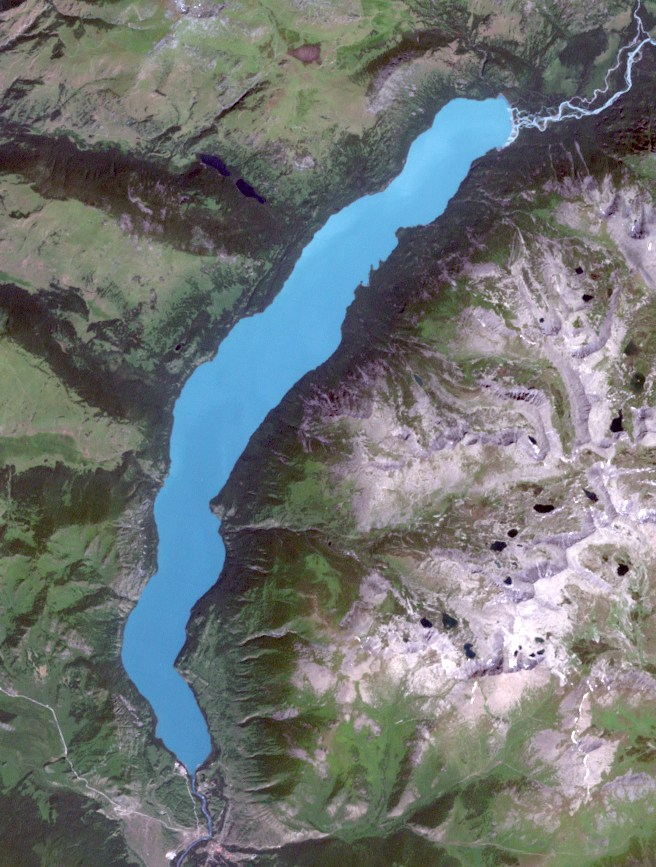
Hồ nhìn từ vệ tinh Landsat 7, 2006
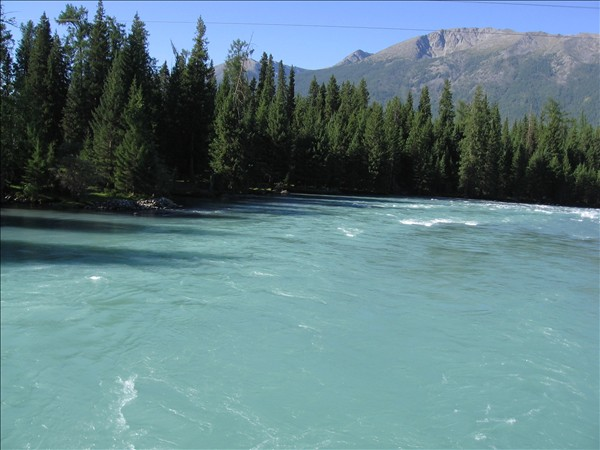
Sông Kanas